# ジャンヌ・ド・シャティヨン
ジャンヌ・ド・シャティヨン（フランス語：Jeanne de Châtillon, 1285年ごろ - 1354年1月16日）は、ゴーティエ5世・ド・ブリエンヌの妃。1308年にゴーティエ5世がアテネ公となったことにより、アテネ公妃となった。ジャンヌはフランス軍総司令官であったゴーシェ5世・ド・シャティヨンとイザベル・ド・ドルーの間に生まれた。父方の祖父母はゴーシェ4世とイザベル・ド・ヴィルアルドゥアン、母方の祖父母はシャトーダン子爵ロベール・ド・ドルーとイザベル・ド・ヴィルベオンである。

## 生涯
1305年、ジャンヌはブリエンヌ伯・レッチェ伯ユーグとイザベル・ド・ラ・ロッシュの息子ゴーティエ5世と結婚した。この結婚で2人の子女が生まれた。
- ゴーティエ6世（1356年没） - ブリエンヌ伯、レッチェ伯、コンヴェルサーノ伯、名目上のアテネ公
- イザベル -レッチェ伯、コンヴェルサーノ伯、アテネ公位およびエルサレム王位を主張。ゴーティエ3世・ダンギャンと結婚し、11人の子をもうけた。

1311年5月15日、夫ゴーティエ5世がハルミロスの戦いにおいてカタルーニャ傭兵団と戦い戦死した。ジャンヌはアテネを保持し続けようと抵抗したが、最終的に降伏した。家臣のゴーティエ・ド・フシュロルが未だにアルゴスおよびナフプリオの領主であったが、ジャンヌは息子ゴーティエ6世とともにフランスに戻った。
1318年4月、ジャンヌと父ゴーシェ5世はヴェネツィア共和国に対して資金と騎士や歩兵をネグロポンテまたはナフプリオまで乗せる船の提供を要請した。しかし、ブリエンヌの家臣はこのときカタルーニャ人に対して関心を向けており、この要請は拒否された。しかし翌年までは、ゴーティエ・ド・フシュロルはアルゴスの家臣に対し、ジャンヌとその息子ゴーティエ6世に忠誠を誓うよう命じていた。それでも、ナポリ王、フランス王および教皇からの請願を受けて、ジャンヌは息子自身がアテネに対する権利を主張できるようになるまで、息子のためにアテネに対する権利を主張し続けた。1321年1月にフランス王フィリップ5世は、ゴーティエ6世が母ジャンヌに対し、父の借金の支払いに関して起こした訴訟を仲裁した。
ジャンヌ自身は亡くなるまでアテネ公位を保持した。トロワにかつてあったドミニコ会修道院には、アテネ女公ジャンヌの碑文があった。